# Нехорошев, Александр Юрьевич
Александр Юрьевич Нехорошев (23 сентября 1953, Москва, РСФСР, СССР — 7 июля 2025, Москва, Россия) — академик телевидения, организатор федеральных и региональных телерадиоканалов, российский телерадиоведущий и журналист. Заслуженный работник культуры Российской Федерации (2012).

## Биография
Родился 23 сентября 1953 года в Москве в семье театральных деятелей.
Отец — Нехорошев Юрий Иванович, искусствовед, театровед.
Мать — Финогенова Надежда Тимофеевна, театровед, книжный редактор.
1971—1976 гг. — студент факультета журналистики МГУ им. М. В. Ломоносова.
1976—1990 гг. — в Гостелерадио СССР (Иновещание) на разных должностях: редактор, старший редактор, заведующий отделом, заместитель главного редактора, главный редактор.
1990 г. — участник создания Радио России в составе ВГТРК.
В 1991—1993 гг. одновременно — директор информационных программ Радио России, председатель правления российско-французской музыкальной станции « Радио России-Ностальжи», директор радиостанции для зарубежных слушателей « Голос России».
1993—1996 гг. — директор дирекции информационных программ телевидения ВГТРК — «Вести».
1996—1997 гг. — заместитель Председателя ВГТРК по внешним связям.
1997 г. — советник Главы Республики Коми по электронным СМИ и первый заместитель председателя телерадиокомпании «Коми гор» (г. Сыктывкар).
1997—1998 гг. — автор и руководитель программы «Вокруг Кремля» телекомпании REN-TV.
1998—1999 гг. — главный редактор четверга на канале «Доброе утро!» Первого канала, ведущий народной программы «Ай-да Пушкин!» на том же канале и на Радио России.
2000—2001 гг. — первый вице-президент телекомпании «ТВ Центр».
2001 г. — советник Главы Республики Коми и заместитель председателя телекомпании «Коми гор».
2002—2007 гг. — главный редактор телекомпании «Мода нон стоп» (г. Москва).
2004—2005 гг. — советник вице-президента Республики Саха (Якутия) по электронным СМИ и президента национальной телерадиокомпании «НВК-Саха» (г. Якутск).
2008—2013 гг. — генеральный директор/главный редактор Нижегородской государственной областной телерадиокомпании ННТВ (г. Нижний Новгород).
2013—2015 гг. — главный редактор телеканала Совета Федерации «ВМЕСТЕ-РФ».
Скончался 7 июля 2025 года в возрасте 71 года после продолжительной болезни.

## Награды и звания
- Медаль «Защитнику свободной России» (30 декабря 1993 года) — за исполнение гражданского долга при защите демократии и конституционного строя 19-21 августа 1991 года[3].
- Заслуженный работник культуры Российской Федерации (14 июня 2012 года) — за заслуги в развитии средств массовой информации, культуры и многолетнюю плодотворную работу[4].
- Благодарность Президента Российской Федерации (8 мая 1996 года) — за активное участие в создании и становлении Всероссийской государственной телерадиовещательной компании[5].
- Медаль Святого благоверного князя Георгия Всеволодовича.
- Медаль Валерия Яковлевича Брюсова.
- премия ТЭФИ Академии Российского телевидения («Лучшая информационная программа», 1995 г.).
- Педагогическая премия преподавателя Серафима Саровского (2013 г.).
- Действительный член: Российской академии естественных наук (2000 г.), Евразийской академии телевидения и радио (2008 г.), Международной академии телевидения и радио (2016). Почётный академик Академии телевидения и радио Республики Армения (2010 г.) Победитель Российского конкурса «Менеджер года — 2008» (Совет Федерации — Международная академия менеджмента, Вольное экономическое общество России).
- Член Союзов: журналистов России, театральных деятелей России.

## Политическая деятельность
Выдвигался в 2016 году кандидатом в депутаты Государственной Думы от Партии зелёных.

## Семья
Супруга — Светлана Нехорошева (Шурыгина), продюсер, режиссёр, телеведущая. Дочь Полина.